# Латіфа (співачка)
Латіфа Бінт Алея Аль-Арфауї (араб. لطيفه بنت عليه العرفاوي), більш відома як Латіфа (لطيفة); нар. 14 лютого 1961, Мануба — туніська співачка та акторка. Співає арабською мовою.